# Бобаль Матвій Матвійович (старший)
Матві́й Матві́йович Бо́баль (* 18 квітня 1959, Ужгород) — радянський футболіст. Грав, зокрема, за «Динамо» (Київ), «Карпати» (Львів), «Металург» (Запоріжжя), «Закарпаття» (Ужгород). Директор стадіону «Авангард» (Ужгород). Був тренером та президентом ужгородського «Закарпаття». Батько футболіста Матвія Бобаля-молодшого.

## Біографія
Вихованець футбольної школи київського «Динамо». Перший тренер — Вадим Соснихін.
З 1990-х років займається бізнесом. Улітку 2009 року приначений директором ужгородського стадіону «Авангард».
Разом з дружиною Наталією мають 3 дітей: старший син, Матвій, є професіональним футболістом, молодший, Юрій (1987 р. н.) — футбольний суддя, обслуговує матчі чемпіонату Закарпаття, а донька Наталія — тенісистка.